# Мірза Шах Махмуд
Мірза Шах Махмуд (*1446 —1460) — емір Хорасану в 1457 році.

## Життєпис
Походив з династії Тимуридів. Син Абул-Касіма Бабура, еміра Хорасана, Мазандера, Кермана, Сістана і Астрабад. Народився у 1446 році в Гераті. У березні 1457 року після смерті батька стає новим правителем Хорасану. Проте вже через 2 тижні проти нього виступив двоюрідний брат Ібрагім Мірза, який зрештою повалив Шаха Махмуда. Правління останнього тривало трохи більше 2 місяців. Новим володарем Хорасану став Ібрагім Мірза.
деякий час Шах Махмуд залишався правителем Астрабаду і Мазандерану, проте проти нього виступив Джаханшах, володар Кара-Коюнлу, який наприкінці 1457 року переміг Шах Махмуда, вигнавши того на південь. Останній загинув десь у Сістані в 1460 році, намагаючись створити тут нову державу.